# Cochrane (Ontario)
Cochrane (offiziell Town of Cochrane) ist eine Gemeinde im Nordosten der kanadischen Provinz Ontario. Sie liegt im Cochrane District und hat den Status einer Single Tier („einstufigen Gemeinde“).
Anfang des 20. Jahrhunderts erbaute die National Transcontinental Railway eine Strecke von Moncton nach Winnipeg. Später errichtete die Temiskaming and Northern Ontario Railway, welche heute zur Ontario Northland Railway gehört, eine Nord-Süd-Strecke. 1908 entstand an der Kreuzung dieser beiden Strecken die heutige Gemeinde.
In der Gemeinde lebt eine relevante Anzahl an Franko-Ontarier. Bei offiziellen Befragungen gaben rund 40 % der Einwohner an französisch als Muttersprache oder Umgangssprache zu verwenden. Obwohl die Provinz Ontario offiziell nicht zweisprachig ist, sind nach dem „French Language Services Act“ die Provinzbehörden verpflichtet ihre Dienstleistungen in bestimmten Gebieten, dazu gehört auch der gesamte Cochrane District, zusätzlich in französischer Sprache anzubieten. Die Gemeinde selber gehört der Association française des municipalités d’Ontario (AFMO) an und fördert die französische Sprachnutzung auch auf Gemeindeebene.

## Lage
Cochrane liegt am Ufer des Commando Lake, westlich des Abitibi River. Die Gemeinde liegt etwa 100 Kilometer nordnordöstlich von Timmins bzw. 400 Kilometer nördlich von Greater Sudbury.

## Demografie
Der Zensus im Jahr 2016 ergab für die Siedlung eine Bevölkerungszahl von 5321 Einwohnern, nachdem der Zensus im Jahr 2011 für die Siedlung eine Bevölkerungszahl von noch 5340 Einwohnern ergeben hatte. Die Bevölkerung hat damit im Vergleich zum letzten Zensus im Jahr 2011 entgegen den Provinztrend um 0,4 % abgenommen, während der Provinzdurchschnitt bei einer Bevölkerungszunahme von 4,6 % lag. Bereits im Zensuszeitraum 2006 bis 2011 hatte die Einwohnerzahl in der Siedlung entgegen dem Trend um 2,7 % abgenommen, während sie im Provinzdurchschnitt um 5,6 % zunahm.

## Verkehr
Cochrane liegt am Ontario Highway 11, der hier zum Netz des Trans-Canada Highway-Systems gehört. Öffentlicher Personennahverkehr wird hier durch die Ontario Northland Transportation Commission sichergestellt, deren „Polar Bear Express“ hier hält.
Der örtliche Flughafen (IATA-Code: YCN, ICAO-Code: CYCN, Transport Canada Identifier: -) liegt etwa sechs Kilometer nördlich der Stadtgrenze und hat nur eine asphaltierte Start- und Landebahn von 1367 Metern Länge.

## Söhne und Töchter der Stadt
- Tim Horton (1930–1974), Eishockeyspieler und Unternehmer
- Deborah Ellis (* 1960), Autorin und Psychotherapeutin